# Levend

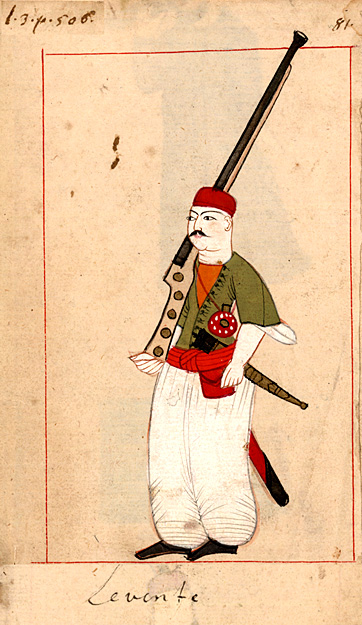
Raffigurazione di un levend della metà del XVII secolo

Il levend o levendi (in arabo lawend) era il nome dato ai soldati irregolari. Il termine trae origine con la marina ottomana, ma alla fine si è diffuso fino a comprendere la maggior parte delle truppe irregolari.
Il termine deriva probabilmente dall'italiano levantino o da una parola persiana, ed era usato dai veneziani per le varie truppe locali che erano radunate nelle coste dei balcaniche, ovvero i cristiani greci, albanesi e dalmati, che prestavano servizio nella marina veneziana o come truppe ausiliarie per difendere i possedimenti nel Levante. Gli ottomani, che facevano affidamento sulla stessa manodopera (eventualmente insieme ai turchi anatolici musulmani), presero in prestito il nome. Gradualmente, man mano che la marina ottomana diventava più professionale, le truppe indisciplinate iniziarono a essere sostituite da truppe regolari. La denominazione tuttavia sopravvisse come nome generico per le truppe navali, in particolare i fucilieri (tüfekdji). Di conseguenza l'Arsenale Imperiale di Costantinopoli comprendeva due caserme per i levend.
Così, nei secoli XVII e XVIII, il levend finì per riferirsi a mercenari irregolari, per lo più di fanteria ma anche di cavalleria, usati insieme ad altri termini. Come i mercenari e i condottieri dell'Europa occidentale, i levend formavano vere e proprie "libere compagnie"; il loro committente era il governo centrale ottomano, che era sempre più pressato per nuove truppe per eguagliare la crescente forza dei suoi vari vicini, e per compensare il declino della sua formidabile forza militare dei kapikulu, o i vari magnati e governatori provinciali. Un aspetto notevole dei mercenari ottomani è che servivano lontano dalla loro regione d'origine; pertanto gli albanesi prestavano servizio in Medio Oriente e i turchi anatolici in Europa o in Nord Africa.
Quando erano senza lavoro, tuttavia, i levend si convertivano spesso in briganti, e il termine arrivò rapidamente a denotare qualsiasi "vagabondo e mascalzone". A cavallo del XVIII secolo, le autorità ottomane cercarono di contrastare le attività delle bande erranti dei levend offrendo loro un'occupazione nel nuovo corpo militare dei deli (cavalleria) e dei gönüllü (volontari). In seguito, furono condotte ripetute spedizioni contro di loro in Anatolia nel 1737, 1747, 1752, 1759 e 1763. Anche quando facevano parte del seguito di un governatore, tuttavia, avevano una reputazione legata a comportamenti criminali e di licenziosità, come documentano i racconti dei viaggiatori occidentali nelle province ottomane.